# یواس‌اس تتیس (اس‌پی-۳۹۱)
یواس‌اس تتیس (اس‌پی-۳۹۱) (به انگلیسی: USS Thetis (SP-391)) یک کشتی بود که طول آن ۱۲۷ فوت (۳۹ متر) بود. این کشتی در سال ۱۹۰۱ ساخته شد.